# Callicera sumatrensis
Callicera sumatrensis är en tvåvingeart som beskrevs av Meijere 1919. Callicera sumatrensis ingår i släktet bronsblomflugor, och familjen blomflugor. Inga underarter finns listade i Catalogue of Life.